# Кониот Лејк (Пенсилванија)
Кониот Лејк (енгл. Conneaut Lake) град је у америчкој савезној држави Пенсилванија.

## Демографија
По попису из 2010. године број становника је 653, што је 55 (-7,8%) становника мање него 2000. године.
| Група             | 2000.       | 2010.       |
| Белци             | 685 (96,8%) | 640 (98,0%) |
| Афроамериканци    | 1 (0,1%)    | 0 (0,0%)    |
| Азијати           | 14 (2,0%)   | 2 (0,3%)    |
| Хиспаноамериканци | 3 (0,4%)    | 4 (0,6%)    |
| Укупно            | 708         | 653         |